# Boeing 377 Stratocruiser
Boeing 377 Stratocruiser byl americký civilní dopravní letoun pro dlouhé tratě vyvinutý z transportního letounu Boeing C-97 Stratofreighter. Oba typy byly odvozeny z bombardérů Boeing B-29 Superfortress a Boeing B-50 Superfortress. Boeing 377 se vyznačoval dvoupodlažní přetlakovou kabinou. Boeing 377 poprvé vzlétl 8. července 1947. Celkem bylo vyrobeno 56 letadel tohoto typu. Jejich hlavním uživatelem byla společnost Pan American World Airways. Derivátem Boeingů 377 a C-97 byly velkokapacitní nákladní letouny série Guppy.

## Historie

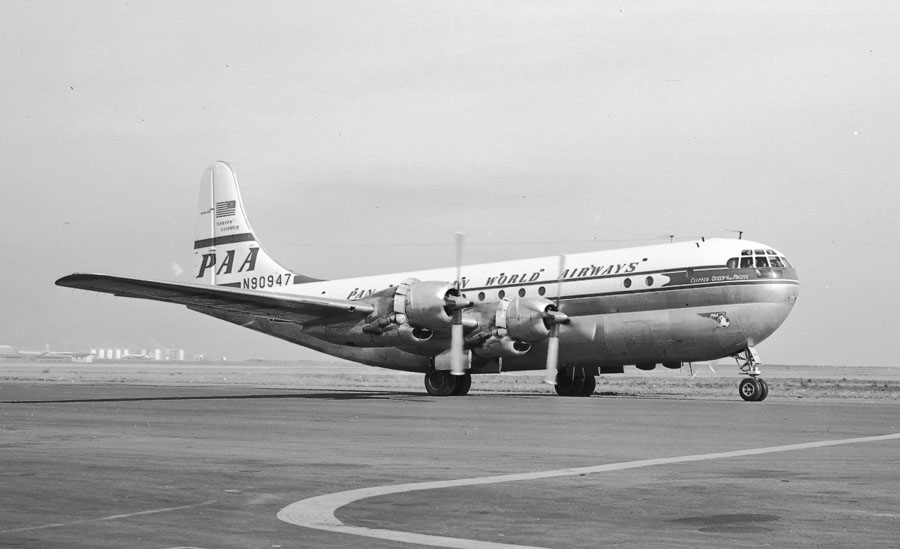
Boeing 377 amerických aerolinek Pan Am

Boeing 377 byl vyvinut jako civilní derivát vojenského transportního letounu Boeing C-97 Stratofreighter (Boeing Model 367, první let 1944). První let prototypu Boeingu Model 377 Stratocruiser (sériové číslo 15922, imatrikulace NX90700) proběhl 8. července 1947. Řídil jej zkušební pilot John Bernard Fornasero. Po skončení zkušebního programu byl upravený prototyp roku 1950 dodán aerolinkám Pan American World Airways, kde byl pojmenován Clipper Nightingale (imatrikulace N1022V).

## Popis

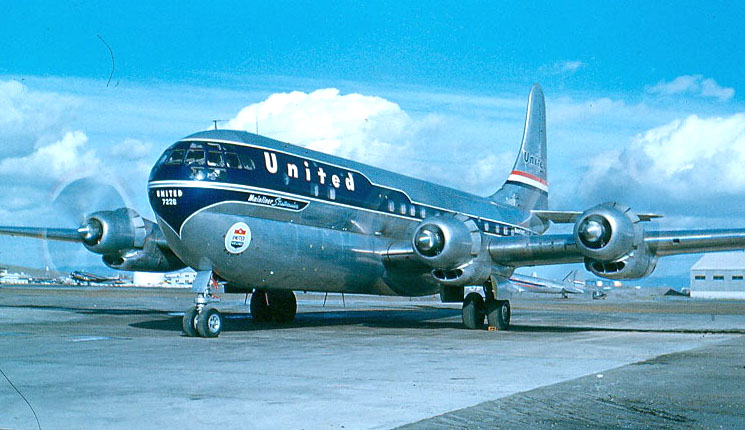
Boeing 377 amerických aerolinek United Airlines

Boeing 377 byl velký čtyřmotorový dopravní letoun. Jeho křídla byla převzata z bombardérů B-50 Superfortress. Poho zajišťovaly čtyři vzduchem chlazené čtyřdobé zážehové přeplňované čtyřhvězdicové 28válce Pratt & Whitney R-4360-TSB-6 Wasp Major s turbokompresorem General Electric a čtyřlistými vrtulemi Hamilton Standard Hydromatic. Jeho trup byl vybaven dvoupodlažní přetlakovou kabinou. Na horní palubě byla pilotní kabina, prostor pro cestující a kuchyně a na dolní palubě salonek a prostory pro uložení nákladu. Měl čtyřčlennou posádku. Pojmul až 100 cestujících, nebo 28 lůžek.

## Uživatelé

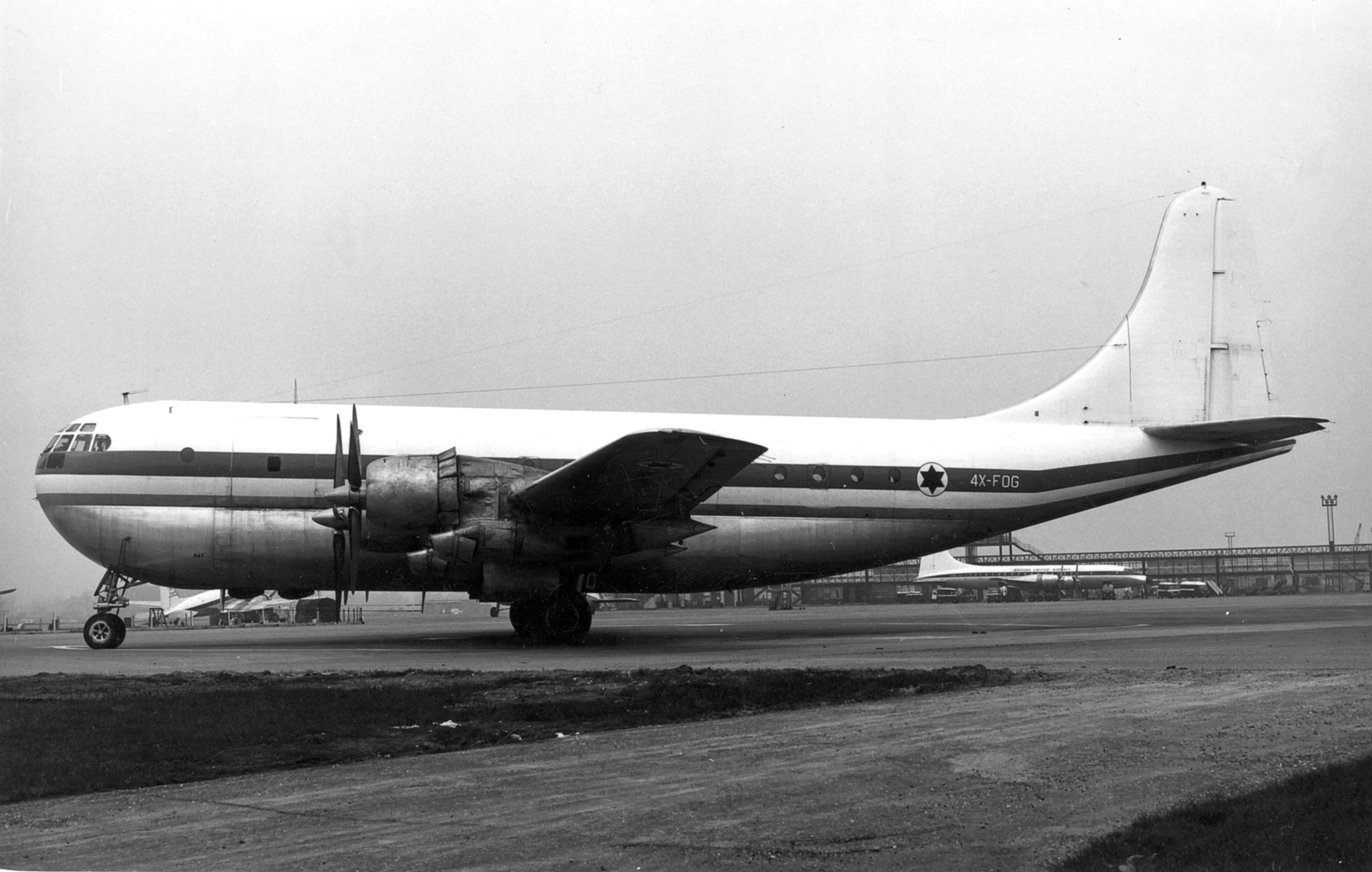
Boeing 377 (4X-FOG) Izraelského letectva

- Ekvádor –  aerolinie Línea Internacional Aérea
- Ghana – aerolinie Ghana Airways (zapůjčeno BOAC)
- Izrael – Izraelské vojenské letectvo
- Nigérie – Nigeria Airways (zapůjčeno BOAC)
- Spojené království – aerolinie British Overseas Airways Corporation (BOAC)
- USA – American Overseas Airlines, DAI Airways, Northwest Orient Airlines, Pan American World Airways, Transocean Air Lines, United Airlines
- Venezuela – Rutas Aéreas Nacionales

## Nehody

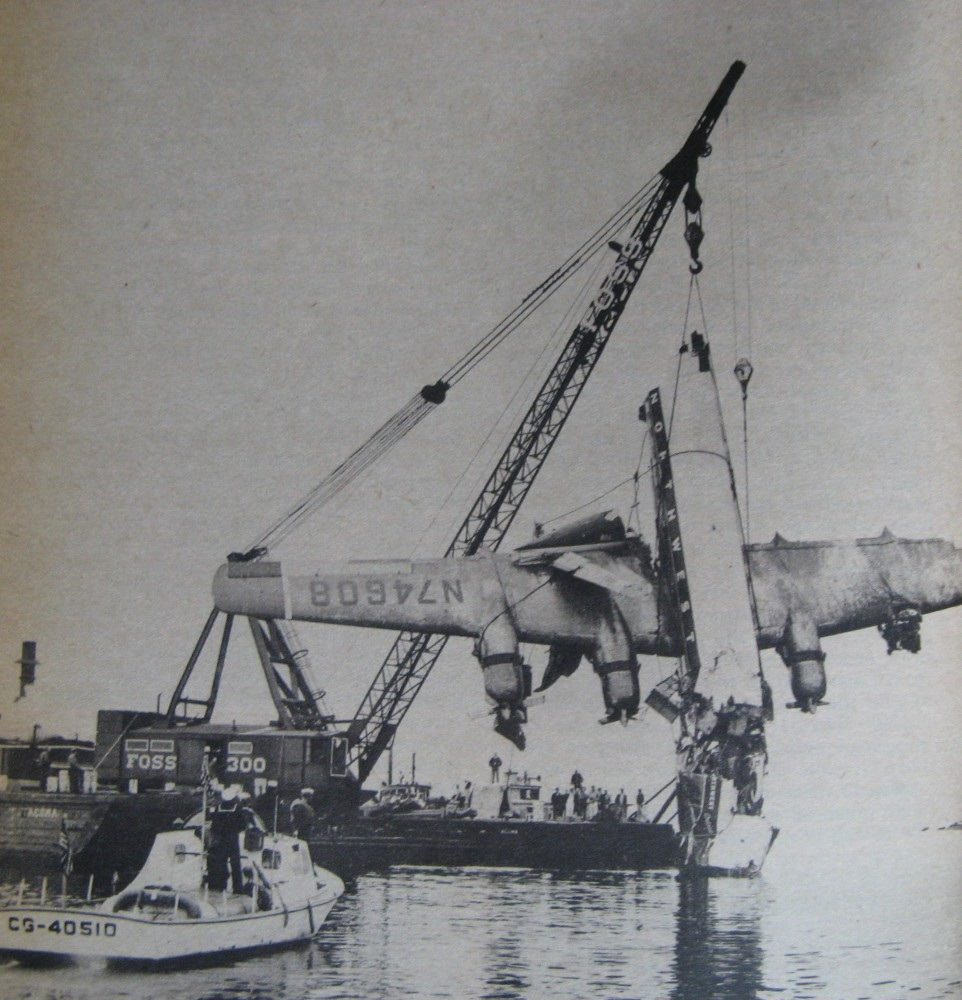
Vyzvednutí Boeingu 377 Stratocruiser (imatrikulace N74608) letu Northwest Orient Airlines 2.

Při nehodách bylo zničeno celkem jedenáct letounů Boeing 377. Další byly poškozeny. Problémy byly například s vrtulemi. Aerolinky Pan Am přišly o sedm letounů a dále po jendom aerolinky United Aorlines, Northwest Orient Airlines a BOAC.
- 27. července 1952: Boeing 377 Stratocruiser (imatrikulace N1030V, jméno Clipper Southern Cross) letu společnosti Pan American World Airways 201 mířil z New Yorku s několika mezipřistáními do Buenos Aires. V uvedený den odstartoval po mezipřistání v Rio de Janeiru. Na palubě byla osmičlenná posádka a devatenáct cestujících. Během stoupání do letové hladiny došlo ve výšce 3658 metrů k explozivní dekompresi, při které byla z letounu vytažena cestující Marie Elizabeth Westbrook (mimochodem vdova po úspěšném stíhacím pilotovi Robertu B. Westbrookovi, 1917–1944). Pád nepřežila. Poškozený letoun nouzově přistál v Rio de Janeiru. Příčinou nehody byly špatně zavřené dveře kabiny. Už při stoupání na ně upozornil syčivý zvuk, ale letový inženýr Jack D. Knight je považoval za zavřené, přestože viděl, že se zamykací páka nedá přesunout do zcela zamčené polohy a stále svítila výstražná kontrolka. Knight byl leteckou společností propuštěn.[4][5]

- 26. března 1955: Zničen byl Boeing 377 Stratocruiser (imatrikulace N1032V, jméno Clipper United States) letu společnosti Pan American World Airways 845/26 leticí ze Seattlu do Sydney s mezipřistáním v Portlandu a Honolulu. Po ulomení třetího motoru ve výšce 3048 metrů s ním posádka nouzově přistála na mořské hladině 56 kilometrů západně od pobřeží Oregonu. Zemřely čtyři z 23 osob na palubě.[6]

- 2. dubna 1956: Boeing 377 (imatrikulace N74608, jméno Stratocruiser Tokyo) letu Northwest Orient Airlines 2 byl nucen nouzově přistát na hladině Pugetova zálivu nedaleko břehů Seattlu krátce po vzletu z letiště Seattle-Tacoma International Airport. Na palubě bylo šest členů posádky a 32 cestujících. Všichni lidé přežili potopení, ale čtyři pasažéři se utopili, patrně v důsledku podchlazení a steward David Victor Razey zůstal nezvěstný.[7]

- 16. října 1956: Boeingu 377 (imatrikulace N90943, jméno Clipper Sovereign of the Skies) letu Pan Am 6 během posledního úseku letu kolem světa z Filadelfie do San Francisca severovýchodně od Havaje selhaly dva ze čtyř motorů. Na palubě bylo sedm členů posádky a 24 cestujících. Letoun se udržel ve vzduchu, ale nemohl letět rychleji, než 259 km/h a v nouzové situaci neměl dost paliva, aby doletěl do San Francisca, ani aby se vrátil do Honolulu. Proto doletěl ke kutru pobřežní stráže USCGC Pontchartrain (WHEC-70) a v jeho blízkosti nouzově přistál na hladině Tichého oceánu. Při přistání se letoun rozlomil, přesto se všechny podařilo evakuovat na palubu kutru. Všichni přežili. Vrak se potopil.[8]

## Specifikace

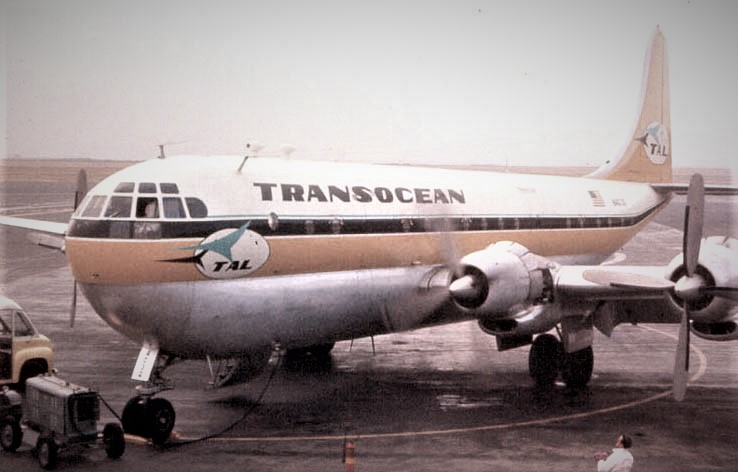
Boeing 377 společnosti Transocean Air Lines na letišti v Oakland

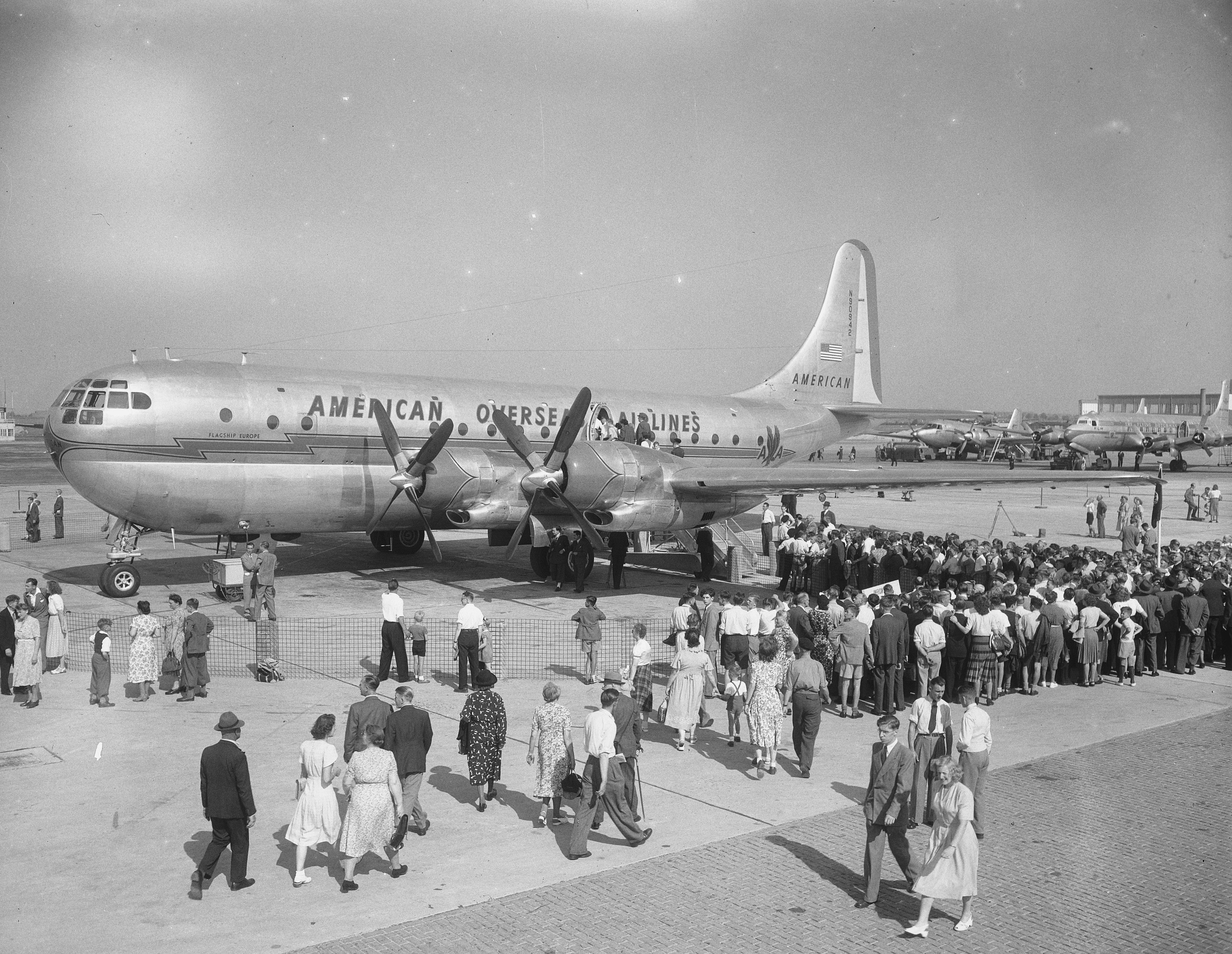
Boeing 377 společnosti American Overseas Airlines na letišti Amsterdam-Schiphol

### Technické údaje
Citováno dle
- Posádka: 4
- Počet cestujících: až 117 cestujících; obvykle ovšem 81 v turistické třídě, nebo maximálně 50 v první třídě, nebo 40 v první třídě s lehátkovou úpravou
- Rozpětí: 43,05 m
- Délka: 33,63 m
- Výška: 11,68 m
- Nosná plocha: 164,25 m²
- Hmotnost prázdného letounu: 37 875 kg
- Vzletová hmotnost: 67 132 kg
- Pohonná jednotka: 4 × vzduchem chlazený čtyřdobý zážehový přeplňovaný čtyřhvězdicový 28válec Pratt & Whitney R-4360-TSB-6 Wasp Major s turbokompresorem General Electric
  - Výkon motoru: 2 610 kW (3548 hp)

### Výkony
- Maximální rychlost: 604 km/h
- Cestovní rychlost: 484 km/h
- Dolet: 6759 km
- Dostup: 9754 km